# Theretra kuehni
Theretra kuehni es una polilla de la familia Sphingidae. Rothschild, 1900. Vuela en Indonesia.
Es muy similar a Theretra insignis pero más pequeña aunque en las alas delanteras esta menos acentuado.  La parte superior de las alas delanteras es como Theretra insignis, Pero la banda de color blanco plateado entre la tercera y quinta líneas postmedianas está mucho más curvada.

## Sinonimia
- Chaerocampa insignis kuehni
- Theretra insignis kuehni
- Hippotion jordani